# Provence (nave da battaglia)
La Provence è stata una nave da battaglia appartenente alla Marine nationale, seconda unità della classe Bretagne di dreadnought francesi, entrata in servizio nel marzo 1916.
La nave fu schierata nel settore del mar Mediterraneo durante gli eventi della prima guerra mondiale, ma senza partecipare a eventi bellici di sorta. Più volte rimodernata durante il periodo interbellico, allo scoppio della seconda guerra mondiale fu impiegata ancora una volta nel Mediterraneo in compiti ausiliari, rimanendo danneggiata il 3 luglio 1940 nell'attacco britannico alla flotta francese ancorata a Mers-el-Kébir; riparata e portata a Tolone, la nave non prese parte ad alcuna operazione fino al 27 novembre 1942, quando partecipò all'autoaffondamento in massa della flotta francese per evitare di cadere in mano ai tedeschi.

## Storia

### La prima guerra mondiale

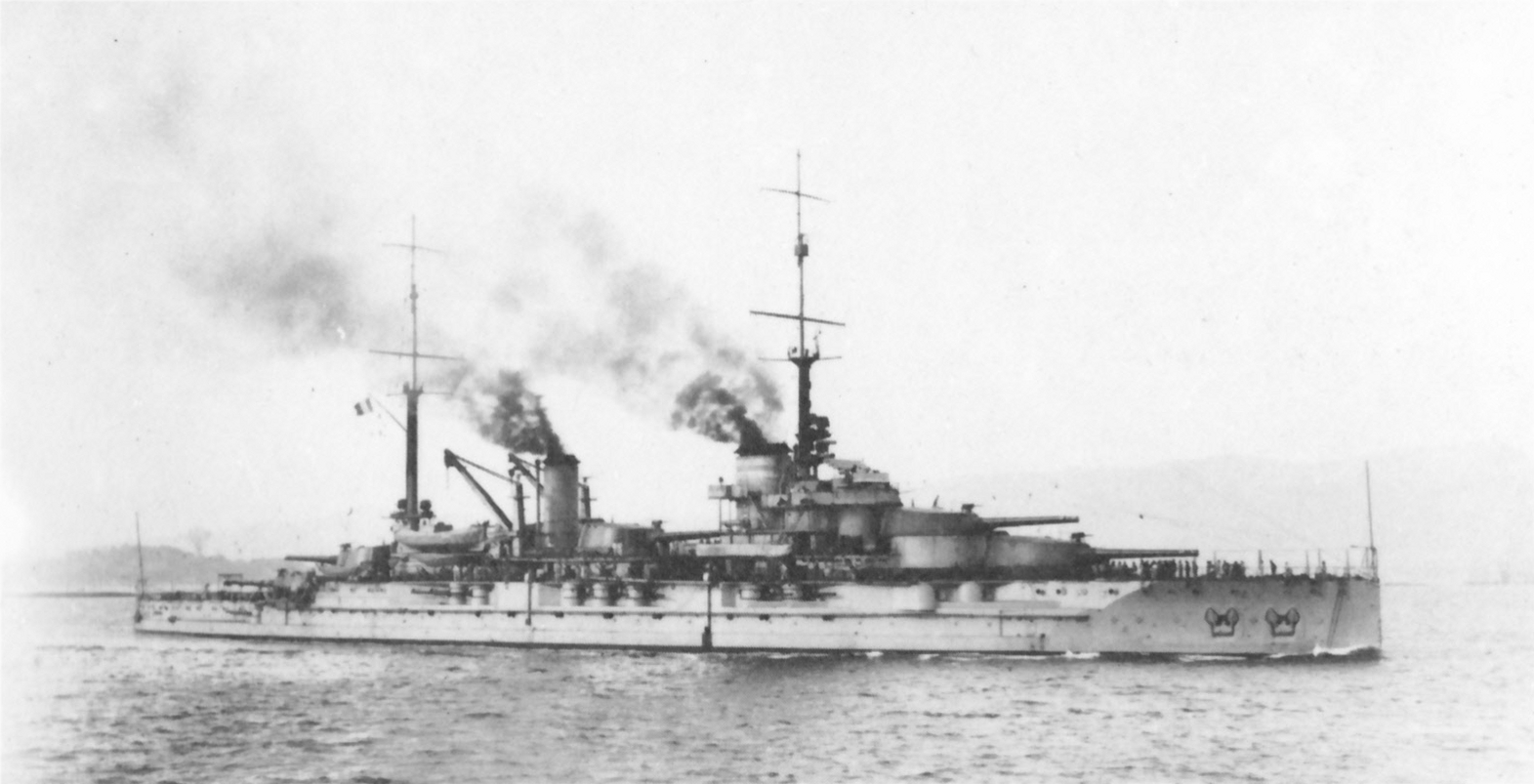
La nave in navigazione nel 1918 circa

Impostata nell'arsenale navale di Lorient il 1º maggio 1912, la bave venne varata il 20 aprile 1913 con il nome di Provence in onore dell'omonima regione della Francia meridionale; la costruzione dell'unità fu completata nel giugno 1915, e la nave entrò ufficialmente in servizio il 1º marzo 1916.
Come le sue gemelle della classe Bretagne, subito dopo l'entrata in servizio la Provence fu assegnata alla 1ª Divisione del 1º Squadrone da battaglia, di cui assunse l'incarico di nave ammiraglia; le tre corazzate fecero parte dell'unità fino alla conclusione della prima guerra mondiale. La Provence trascorse gran parte del conflitto di stanza a Corfù, sia per prevenire una sortita dall'Adriatico della flotta austro-ungarica, sia come forma di intimidazione verso il governo della Grecia perché assumesse una politica più favorevole alle nazioni della Triplice intesa. Visto che il grosso della flotta austro-ungarica non tentò mai una sortita dall'Adriatico, la Provence non vide alcuna azione bellica per tutta la durata del conflitto; di fatto, la nave non lasciò mai il porto per tutto il 1917, e parte della sua ciurma fu sbarcata per fornire equipaggi alle più utili unità anti-sommergibili di protezione al traffico commerciale.

### Il periodo interbellico
Nell'aprile 1919 la nave rientrò alla base di Tolone; l'intenzione era quella di inviarla nel teatro del Mar Nero per partecipare alle operazioni dell'intervento alleato nella rivoluzione russa, ma lo scoppio di gravi ammutinamenti che coinvolsero la flotta ancorata a Tolone e in particolare la stessa Provence ne impedirono il dispiegamento. Nell'ottobre 1919 la Provence raggiunse Costantinopoli per formare, in coppia con la gemella Lorraine, il nucleo dello Squadrone del Mediterraneo Orientale francese.

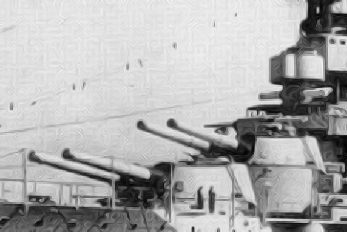
Le torri di prua della Provence armate con pezzi da 340 mm

Nel giugno 1921 la Provence e l'altra sua nave gemella, la Bretagne, raggiunsero Le Havre per partecipare a una parata navale, rientrando a Tolone in settembre; all'inizio dell'anno successivo sia la Provence che la Lorraine furono poste in riserva con equipaggio ridotto. Tra il 1º febbraio 1922 e il 4 luglio 1923 la Provence fu sottoposta a estesi lavori di ammodernamento a Tolone: in particolare, il suo armamento fu potenziato con l'aggiunta di quattro cannoni da 75 mm M1897 installati sulle sovrastrutture, mentre la capacità di elevazione dei pezzi principali da 340 mm fu incrementata per aumentarne la gittata; fu inoltre aggiunto un nuovo albero tripode con un telemetro e una stazione di direzione di tiro per i pezzi antiaerei della nave.
Nuovi lavori di ammodernamento ebbero luogo tra il 12 dicembre 1925 e l'11 luglio 1927: l'elevazione dei pezzi principali fu nuovamente incrementata, la sezione di prua della cintura corazzata fu rimossa e metà delle caldaie della nave furono convertite dall'alimentazione a carbone a un'alimentazione a olio combustibile. Un terzo e ultimo ciclo di lavori di ammodernamento ebbe infine luogo tra il 20 settembre 1931 e il 20 agosto 1934: tutte le restanti caldaie furono convertite all'alimentazione a olio combustibile, furono installate nuove turbine e una nuova batteria di cannoni principali, e furono aggiunti all'armamento altri otto cannoni da 75 mm antiaerei. Conclusi i lavori, la Provence fu assegnata in coppia con la Bretagne al 2º Squadrone dell'Atlantico, partecipando a manovre di addestramento al largo delle Azzorre, di Madeira e del Marocco e, nel 1936, a una crociera addestrativa in Africa; a partire dall'agosto 1936 e fini all'aprile 1937, le due navi furono coinvolte nelle missioni di contrasto al contrabbando di armi al largo della Spagna durante il periodo della guerra civile spagnola.

### La seconda guerra mondiale
Allo scoppio della seconda guerra mondiale nel settembre 1939, la Provence era di base a Tolone sempre in coppia con la Bretagne nel 2º Squadrone, servendo come nave di bandiera del comandante della formazione viceammiraglio Ollive. Il 21 ottobre la corazzata fu messa in cantiere per lavori di manutenzione di routine, protrattisi fino al 2 dicembre seguente; due giorni dopo, la Provence e la Bretagne compirono una sortita da Tolone fino a Dakar per coprire, unitamente a vari incrociatori e cacciatorpediniere, il rientro in patria di vari mercantili francesi dai porti dell'Africa occidentale e dalle Azzorre, rientrando alla base alla metà del mese.

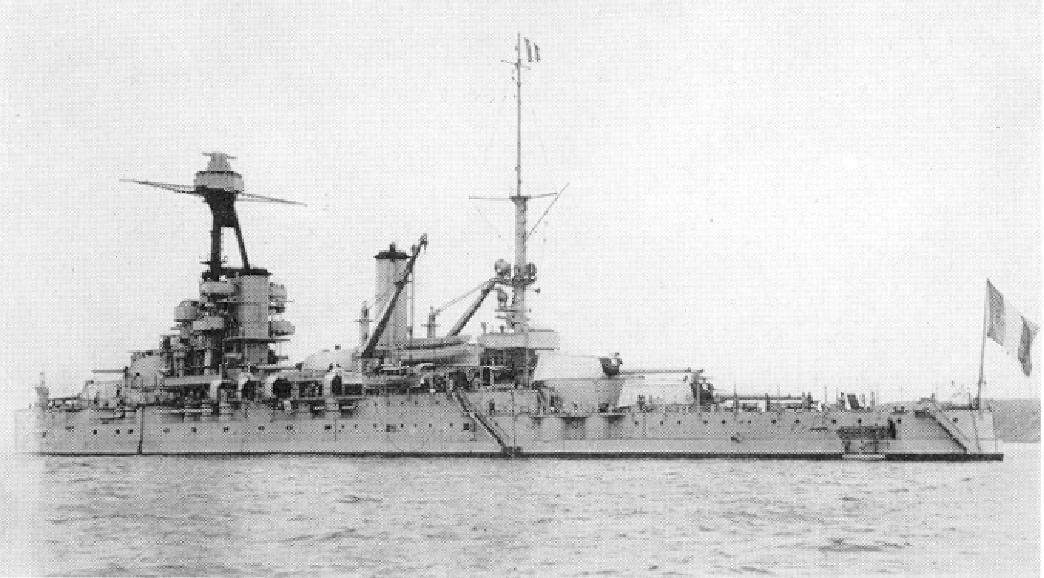
La nave vista di poppa

A inizio 1940 la Provence fu distaccata a Casablanca in forza alla Force Y, conducendo alcune infruttuose crociere nell'Atlantico a caccia di unità nemiche. Mentre si trovava in sosta a Gibilterra la nave accusò alcuni problemi che la obbligarono a fare rotta per Tolone; durante il viaggio di rientro, l'unità fermò la nave passeggeri italiana Oceania e la inviò a Marsiglia perché venisse ispezionata in quanto sospettata di svolgere contrabbando a favore della Germania. La Provence raggiunse quindi Orano il 24 gennaio 1940, per poi dirigere su Dakar e tornare in forza alla Force Y; l'11 aprile l'intera Force Y si trasferì a Orano, con la Provence, le sue due gemelle e vari incrociatori che proseguirono alla volta di Alessandria d'Egitto dove giunsero il 27 aprile. Il 18 maggio la Provence e la Bretagne fecero ritorno nella base francese di Mers-el-Kébir in Algeria.

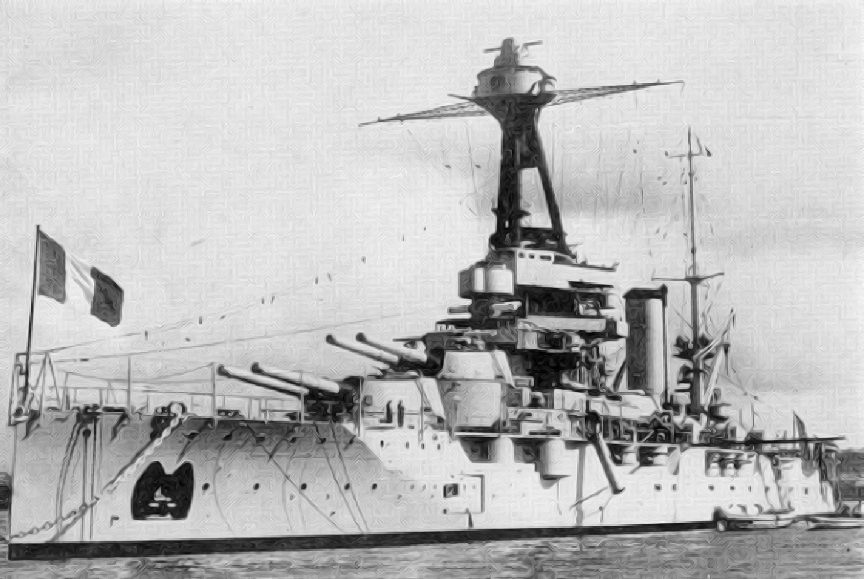
Un'altra veduta della nave

Dopo la resa francese del 22 giugno 1940, la flotta della Marine natinale dovette essere posta in disarmo sotto la supervisione delle autorità tedesche e italiane, in base alle clausole dell'armistizio stipulato; l'alto comando britannico era tuttavia preoccupato che le navi francesi potessero cadere in mano alle potenze dell'Asse, e predispose una serie di misure perché ciò non accadesse. Il 3 luglio la Force H britannica del viceammiraglio James Somerville si presentò davanti Mers-el-Kébir intimando ai francesi di dirigersi con le loro navi in un porto del Regno Unito o delle Americhe per farsi internare, dietro la minaccia di essere attaccate se non avessero fatto ciò; dopo lunghi negoziati i francesi rigettarono l'ultimatum, e i britannici risposero attaccandoli. La Provence rispose al fuoco appena 90 secondi dopo che i britannici avevano iniziato il tiro sulle navi francesi ferme all'àncora, ma non mise a segno alcun colpo sugli assalitori; la Provence stessa fu raggiunta da diversi colpi che causarono gravi danni, appiccando un incendio e portando lo scafo ad appoggiarsi sul basso fondale del porto anche se la nave non esplose come invece capitò alla gemella Bretagne.
La Provence fu in seguito riportata a galla e riparata sommariamente, salpando quindi il 5 novembre con la scorta di cinque cacciatorpediniere per dirigere su Tolone dove arrivò l'8 novembre seguente. Il 1º gennaio 1942 la Provece fu nominata nave ammiraglia della Divisione d'addestramento, ma per il resto del conflitto rimase inutilizzata a Tolone. Il 27 novembre 1942 le forze tedesche avanzarono per occupare Tolone, e la flotta francese qui ancorata provvide immediatamente ad autoaffondarsi in massa per evitare di cadere in mano al nemico: la Provence aprì le valvole a mare dello scafo e si adagiò sul fondale a fianco della vecchia pre-dreadnought Condorcet e della nave appoggio idrovolanti Commandant Teste.
Le forze italo-tedesche provvidero a riportare a galla lo scafo della Provence l'11 luglio 1943: due dei cannoni da 340 mm della nave furono sbarcati e installati in una batteria costiera a Saint-Mandrier-sur-Mer vicino a Tolone, ma per il resto non venne fatto alcun tentativo di ripristinare completamente l'unità; lo scafo fu poi nuovamente autoaffondato dai tedeschi per fungere da blocco del porto di Tolone, prossimo a cadere in mano degli Alleati. Il relitto fu nuovamente portato a galla nell'aprile 1949 e avviato alla demolizione.